# Arrena
Rena o Arrena (en francès Arrènes) és un municipi francès situat al departament de la Cruesa i a la regió de la Nova Aquitània. Està situat a la Via Lemovicensis de pelegrinatge a Sant Jaume de Galícia.

## Demografia
| 1962                                       | 1968 | 1975 | 1982 | 1990 | 1999 | 2007 |
| ------------------------------------------ | ---- | ---- | ---- | ---- | ---- | ---- |
| 406                                        | 450  | 360  | 286  | 269  | 244  | 221  |
| Des de 1962: població sense dobles comptes |      |      |      |      |      |      |

## Administració
| Període | Identitat         | Partit |
| ------- | ----------------- | ------ |
| 2001-   | Jacky Chabroullet |        |